# Erupció del Krakatau de 1883

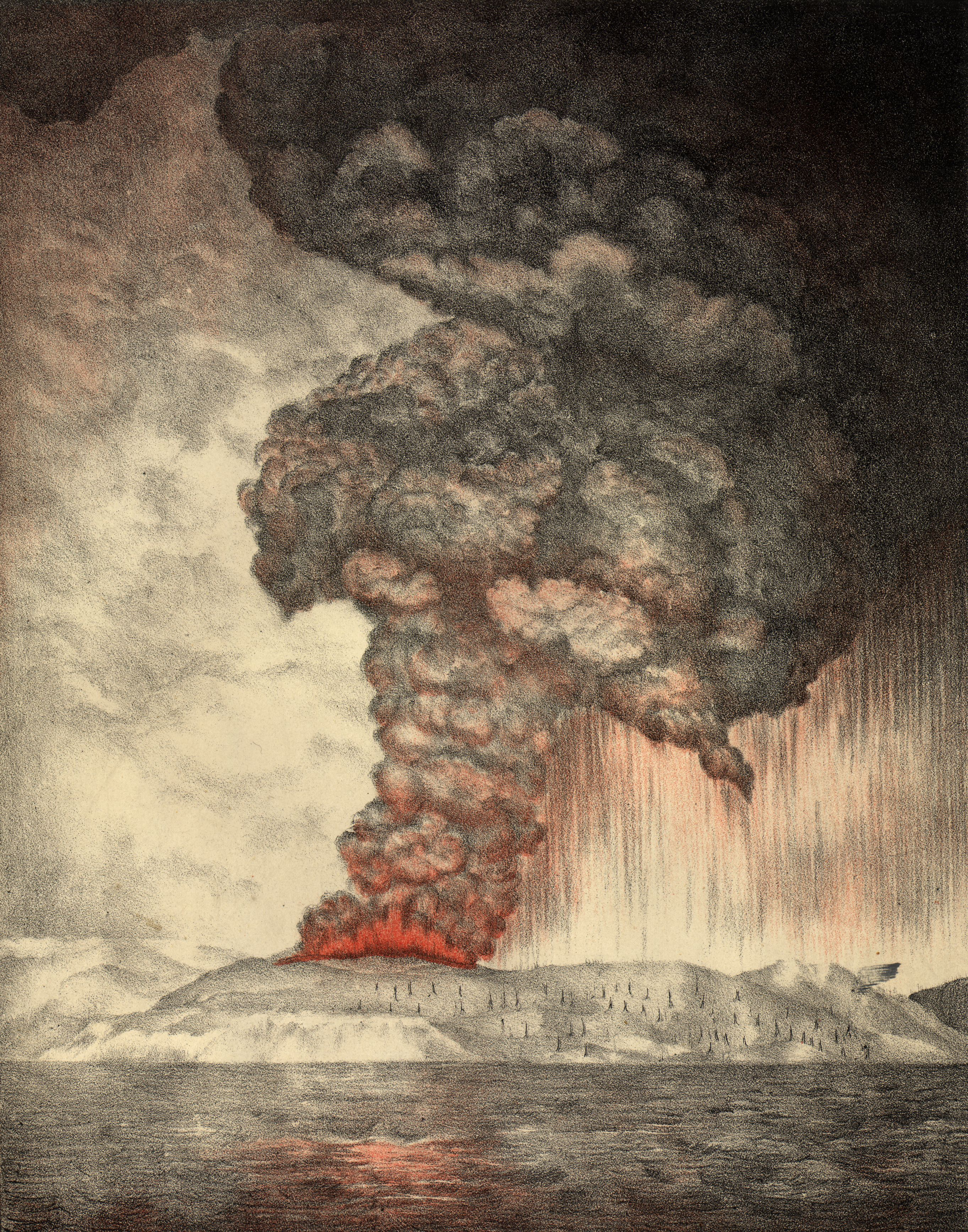
Una litografia de 1888 de l'erupció del Krakatau de 1883.

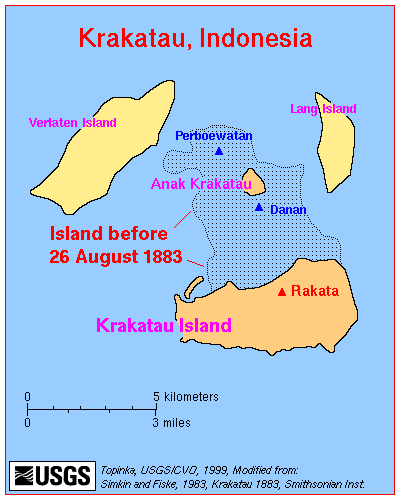
Mapa del Krakatau després de l'erupció de 1883, mostrant el canvi en la geografia.

L'erupció del Krakatau  va començar el maig de 1883 i va culminar en la destrucció del Krakatau a les Índies Orientals Neerlandeses el 26 d'agost de 1883.

## La pre-erupció[calcitació]
Els anys anteriors a l'erupció de 1883, l'activitat sísmica al voltant del volcà havia estat intensa, amb alguns terratrèmols a llocs distants com Austràlia. El 20 de maig de 1883, tres mesos abans de l'explosió final, van començar a aparèixer regularment escapaments de gasos a Perboewatan, al nord de l'illa. Les erupcions de cendra van arribar a una alçada de 6.000 metres i les explosions es van arribar a sentir a Batàvia (l'actual Jakarta), a més de 150 quilòmetres de distància. La filtració d'aigua a la cambra de magma va produir grans quantitats de vapor i fum, però l'activitat es va extingir a finals de maig. Això va portar com a conseqüència la calma de la població dels voltants, que no va prendre mesures de seguretat majors. No obstant això, la comunitat científica va enviar científics a estudiar l'illa, on van trobar inquietants signes d'una activitat volcànica que no s'aplacava.

## Les primeres erupcions[calcitació]
El volcà va entrar de nou en erupció entorn del 19 de juny. La causa de l'erupció, segons es creu, va ser una o diverses fissures que es s'havien format entre Perboewatan i Danan, més o menys on se situa l'actual con volcànic de l'Anak Krakatau. La violenta erupció va causar marees excepcionalment altes a la zona, i els vaixells ancorats van haver de ser amarrats amb cadenes. Després de l'11 d'agost van començar erupcions més grans, amb emissions de gasos per almenys onze fissures. El 24 d'agost, les erupcions llunyanes es van intensificar. Aproximadament a la una de la tarda del 26 d'agost, el volcà va entrar en la fase de màxima activitat i, al voltant de les dues, els observadors van poder veure un núvol negre de cendra de 27 quilòmetres d'alçada. En aquest punt l'erupció era pràcticament contínua i les explosions ocorrien en intervals de deu minuts. Els vaixells que es trobaven a vint quilòmetres de distància del volcà van informar de la caiguda de cendra pesada, amb trossos de pedra tosca calenta de fins a deu centímetres de diàmetre, que queien sobre les cobertes. Un petit tsunami colpejà les costes de Java i Sumatra, a aproximadament quaranta quilòmetres de distància, entre les sis i les set de la tarda.

## Etapa cataclísmica[calcitació]
El 27 d'agost, l'erupció va entrar a l'etapa final. Quatre enormes explosions es van succeir a les 5:30, 6:42, 8:20 i 10:02. La pitjor i la més sorollosa va ser l'última. Cadascuna va ser acompanyada per tsunamis molt grans. Una gran àrea de l'estret de la Sonda i diversos llocs a la costa de Sumatra van ser afectats per fluxos piroclàstics que van fer bullir l'aigua propera a l'illa. Les explosions van ser tant violentes que es van sentir fins i tot a Austràlia (a 3.500 quilòmetres), i a l'illa de Rodrigues (a 4.800 quilòmetres de distància). El soroll de la destrucció del Krakatau es creu que és el so més alt registrat en la història, arribant als nivells de 180 dB (SPL) a una distància de 160 quilòmetres. Es diu que mariners que es trobaven a 40 km a la rodona van quedar sords. La cendra va ser propulsada a una alçada de vuitanta quilòmetres. Les erupcions van disminuir ràpidament i abans del matí del 28 d'agost, el Krakatau restava tranquil.

## Conseqüències
L'incident va destruir 165 viles costaneres a Java i Sumatra i va causar 36.000 víctimes mortals. Va ser un daltabaix terrible a les nombroses illes de l'estret de Sonda, a causa sobretot de gruixudes capes de cendres, que van colgar els conreus. També va tenir un impacte climàtic important durant un cert temps, per la reducció de la radiació solar a diferents punts del món. El núvol d'aerosols estratosfèrics va atenuar un 20-30% la radiació solar directa i va cobrir la totalitat del globus cap a la fi de desembre de 1883.
L'erupció i els seus efectes sobre la biodiversitat de l'illa van proporcionar informació abundant sobre la zoogeografia. Els éssers vius no van trigar a tornar a colonitzar Krakatau després de la catàstrofe. 50 anys més tard, ja s'havia reconstituït la selva tropical de l'illa i s'hi podien trobar 271 espècies de plantes, 31 d'ocells, i una gran varietat d'insectes i rèptils.
Uns investigadors van relacionar el cel vermell de l'obra El Crit (1893) d'Edvard Munch amb els efectes del volcà al cel escandinau. Aquesta hipòtesi no sembla gaire versemblant: l'obra es va fer deu anys després de l'explosió i el cel particular de Munch es pot explicar pels «núvols nacrats» que sorgeixen a vegades a l'estratosfera polar i subpolar. Aquest fenomen sí que es va documentar a l'època, quan Munch va crear aquestes obres a Christiania a l'últim terç del segle xix.